# ثنائي ميثيل مالييت
ثنائي ميثيل مالييت هو مركب عضوي له الصيغة C6H8O4 . هو ثنائي ميثيل استر لحمض المالييك .

## التصنيع
يمكن تصنيع مالييت ثنائي الميثيل من أنهدريد المالييك والميثانول ، مع حمض الكبريتيك الذي يعمل كمحفز حمضي، عن طريق استبدال أسيل محب للنواة لإستر أحادي الميثيل، متبوعًا بتفاعل استرة فيشر لإستر ثنائي الميثيل.

## التطبيقات
يستخدم مالييت ثنائي الميثيل في العديد من تفاعلات الاصطناع العضوي بصفته مادة محبة للدايين لتصنيع الدايين. ويستخدم كذلك كمادة مضافة ووسيطة للبلاستيك والأصباغ والأدوية والمنتجات الزراعية. ويستخدم أيضًا كمادة وسيطة لإنتاج الدهانات والمواد اللاصقة والبوليمرات المشتركة. 
ويستخدم مالييت ثنائي الميثيل أيضًا في التطبيقات التي تتطلب تحسينات في صلابة ومتانة أفلام البوليمر. ويتضمن ذلك، على وجه الخصوص، تحسين خصائص منع الحجب لبوليمرات أسيتات الفينيل مع DMM. ويستخدم كمعدِّل داخلي لزيادة درجة انتقال الزجاج لبوليمرات ستيرين أو كلوريد الفينيل. 

## الخصائص الكيميائية
يؤدي التحلل المائي لثنائي ميثيل المالييت إلى إنتاج حمض المالييك، ومن الممكن أن يتكون إستر أحادي ميثيل حمض المالييك. تؤدي إماهة المركب نفسه إلى إنتاج حمض الماليك .